# Încălcare a dreptului de autor
 Încălcare a dreptului de autor este folosirea neautorizată a materialelor protejate de legile cu privire la dreptul de autor, violând astfel drepturile proprietarului, prin reproducerea materialelor respective sau prin lucrări derivate din acestea.

Conform legii drepturilor de autor din România, 
„constituie infracțiune și se pedepsește cu închisoare de la 1 an la 4 ani sau cu amendă punerea la dispoziția publicului, inclusiv prin Internet sau prin alte rețele de calculatoare, fără consimțământul titularilor de drepturi, a operelor ori a produselor purtătoare de drepturi conexe sau de drepturi sui-generis ale fabricanților de baze de date ori a copiilor acestora, indiferent de suport, astfel încât publicul sa le poată accesa în orice loc sau în orice moment ales în mod individual.”